# Isla de Piedra
Isla de Piedra (en chino simplificado: 石岛; chino tradicional: 石島; pinyin: Shí Dǎo; vietnamita Đảo Đá) es una de las islas del archipiélago de las Paracel en el mar de China Meridional. Se encuentra bajo la administración de la República Popular de China, y es custodiada por la Marina del Ejército Popular de Liberación, aunque Vietnam también reclama la soberanía sobre esta isla.
La isla está conectada con la de Woody por una carretera que tiene aproximadamente 1 km de longitud. Una estación de inteligencia de señales se construyó en 1995, principalmente debido a que tiene el punto más alto (14 m) en las islas Paracel.